# Marc Mercier
Pour les articles homonymes, voir Mercier.
Marc Mercier, né le 11 avril 1958 à Bourg-la-Reine, est un catcheur professionnel, acteur et cascadeur français. Il a été successivement champion de France de catch de 1979 à 1981, champion d'Europe de 1981 à 1985 puis champion du monde de 1985 à 1989. Il réactive et dirige depuis 2006 la Fédération française de catch professionnel.

## Carrière

### Catch
Marc Mercier est le fils de Guy Mercier, lutteur écarté à la dernière minute des Jeux olympiques d'été de 1956 puis champion d’Europe de catch des lourd-légers, qui l'a entraîné à la discipline, tout comme son frère Pierre Mercier. Son oncle, frère de Guy, le résistant Marc Mercier, meurt dans une embuscade allemande le 24 août 1944, âgé de 22 ans.
Sortant d’un club de lutte de Villejuif dans le Val-de-Marne, Marc Mercier rentre en avril 1977 dans l’écurie professionnelle de catch de Roger Delaporte, vedette de la télévision et propriétaire de l'Élysée Montmartre. Il livre son premier combat en septembre 1977 sous les couleurs de l'Association française de catch professionnel.
Il devient champion de France de catch de 1979 à 1981 puis champion d'Europe de 1981 à 1985. Son règne de champion et sa carrière s'interrompent en mars 1989, à la suite d'une fracture ouverte de la cheville survenue lors d'un combat à Kiev.
En 2002, il revient sur les rings sous les couleurs de la Wrestling Stars qu’il quitte en 2003. Il catche dans d'autres structures de 2003 à 2005, année où il rentre à l'International Catch Wrestling Alliance.
En 2006, il réactive l'Association française de catch professionnel, qui devient la Fédération Française de Catch Professionnel (FFCP) et en est élu président. Il fonde la  Catch Academy à Wissous pour entraîner une nouvelle génération de catcheur français. Il communique également auprès des jeunes pour leur expliquer que les prises de catch sont dangereuses. En 2013, après l'exclusion de la lutte du programme des Jeux olympiques en critiquant aussi les dirigeants de la Fédération française de lutte. Le 16 février 2014 il annonce sa démission de la présidence de la FFCP mais retourne finalement à ce rôle à la suite du désistement et du départ à l'étranger d'Artémis Ortygie, initialement prévue pour lui succéder.
En février 2024, Mercier a annoncé sa retraite de l'industrie du catch après 49 ans.

### Télévision et cinéma
Marc Mercier apparaît également à l'écran, dans des films ou séries télévisées, en tant qu'acteur ou cascadeur. Sa carrière cinématographique commence avec des petits rôles dans des séries télévisées françaises comme Les Cordier, juge et flic ou Une femme d'honneur.
En 1998, il sert de doublure à Gérard Depardieu lors du tournage du film Astérix et Obélix contre César, assurant son remplacement quand ce dernier est victime d'un accident de la route lors du tournage. Il sympathise avec l'acteur et son fils Guillaume. La même année il est cascadeur durant le tournage de Ronin qui a lieu en France. Il participe également à Nid de guêpes en 2002 et Banlieue 13 en 2004.

## Vie privée
Il rencontre sa future épouse alors qu'il est adolescent. Ils ont un fils, Hugo, né en 1992, inventeur d'un bandeau connecté pour améliorer le sommeil.